# Лоумстайн, Андрас
А́ндрас Ло́умстайн (фар. Andras Lómstein; род. 2 июня 1973 года в Тофтире, Фарерские острова) — бывший фарерский футболист, защитник, выступавший за клуб «Б68».

## Биография
Андрас — воспитанник клуба «Б68» из своей родной деревни Тофтир. Он дебютировал за эту команду 16 августа 1992 года в матче высшего фарерского дивизиона против «ТБ» из Твёройри. Это была единственный матч Андраса в первом сезоне во взрослом футболе, по его итогам «Б68» стал чемпионом архипелага. В 1993—1994 годах Андрас боролся за место в составе с другим молодым защитником Арнбьёрном Даниельсеном и в итоге проиграл ему конкуренцию, сыграв за это время всего в 2 играх фарерского первенства и выступая в основном за дублирующий состав клуба в первом дивизионе. Также в 1994 году он попробовал себя в роли помощника главного арбитра от клуба «Б68» и помог отсудить 2 футбольных матча.
Выступая за дублирующий состав «Б68» Андрас в 1995 году стал победителем второго дивизиона. В следующем году он был обратно переведён в первую команду тофтирцев и отыграл 7 встреч чемпионата архипелага. Тогда же Андрас дебютировал в еврокубках: 30 июня 1996 года он сыграл 65 минут в матче кубка Интертото против австрийского клуба «ЛАСК» и затем был заменён на Эдмунда Якобсена. 20 июля того же года Андрас отыграл 61 минуту во встрече со шведским «Юргорденом», после чего его заменил Олайф Йоэнсен. В конце сезона-1996 Андрас принял решение завершить футбольную карьеру.
Оставив футбол, Андрас переехал на материковую Данию. Ныне он работает учителем музыки и дирижирует любительским оркестром.

## Достижения

### Командные
«Б68»
- Чемпион Фарерских островов (1): 1992

 «Б68 II»
- Победитель второго дивизиона (1): 1995